# Економіка підприємства
Економіка підприємства  — система знань, пов'язаних з процесом прийняття і розробки господарських рішень в ході діяльності підприємства.
Економіка підприємства аналізує такі предмети, як організація підприємства, управління, розширення та стратегія. Дослідження можуть включати, як і чому корпорації розширюються, вплив підприємців, взаємодія між корпораціями та роль урядів у регулюванні.
У Законі України «Про підприємства в Україні» підприємство визначено як основна організаційна ланка народного господарства України, а також як самостійний господарюючий статутний суб'єкт, який має права юридичної особи і здійснює науково-дослідницьку, виробничу і комерційну діяльність з метою отримання відповідного доходу.

## Сутність підприємства
Підприємство є самостійним господарським суб'єктом, метою діяльності якого є задоволення суспільних потреб і отримання прибутку. Підприємство є основною ланкою ринкової економіки. Будь-яке підприємство має історично сформовану конкретну назву — завод, майстерня, фабрика, агрофірма, товариство, шахта, асоціація, кооператив, фермерське господарство тощо. Саме підприємство є основним виробником товарів і послуг, основним суб'єктом ринку, який вступає в різні господарські відносини з іншими суб'єктами. Тому економіка підприємства, як система знань і методів управління господарською діяльністю підприємства, займає важливе місце в організації виробництва і розподілу благ в умовах будь-якої економічної системи.
Важливішими завданнями підприємств є:
- одержання доходу власником підприємства (державою, приватною особою, акціонерами);
- забезпечення виплати заробітної плати персоналу підприємства, нормальних умов праці та можливостей професійного росту працівників;
- створення робочих місць для населення;
- забезпечення споживачів продукцією підприємства у відповідності до ринкового попиту та укладених договорів;
- охорона довкілля (землі, повітряного та водного басейнів);
- створення та підтримка потенціалу для майбутнього розвитку, безперервності існування підприємства;
- недопущення зриву поставок або випуску неякісної продукції, скорочення обсягів виробництва та зниження доходів підприємства.

## Роль підприємства в економіці
Будь-яке підприємство не існує саме по собі, а пов'язано з економікою в цілому, з одного боку, через ринок виробничих факторів, з іншого — через ринок збуту, тому і економіка підприємства повинна досліджувати відносини окремих підприємств з іншими господарськими одиницями, з ринком. При цьому вона розглядає господарський процес, як в цілому, так і з точки зору інтересів окремого підприємства.
Економіка підприємства тісно пов'язана з мікроекономікою і макроекономікою, але не тотожна їм. Відмінність від мікроекономіки полягає в тому, що макроекономічний аналіз вивчає вплив ринку на окреме підприємство і в дійсності не є дослідженням економіки й організації виробництва на рівні підприємства. В рамках мікроекономічного аналізу розглядаються обидві сторони ринку: попит і пропозиція. З позицій економіки підприємства попит розглядається як задана ззовні величина.
З іншого боку, те, що є проблемою макроекономіки, наприклад утворення цін на виробничі фактори, виробництво і розподіл національного доходу і т. д., для економіки підприємства є задана величина, яку вона враховує. Будь-які зміни в народному господарстві, наприклад зміна структури потреб, демографічні зрушення, зміни доходів населення, технічний прогрес, ведуть до зміни ситуації на підприємстві.
Вивчення економіки підприємства приділяється велика увага при підготовці як економістів, так і майбутніх інженерів і фахівців-економістів..

## Розділи знань економіки підприємства
У рамках економіки підприємства зазвичай розглядають наступні розділи знань в області економіки:
1. Виробнича структура підприємства, у взаємозв'язку з типом виробництва, організація виробничого циклу;
2. Розробка стратегії господарської діяльності підприємства, планування виробництва та реалізації продукції;
3. Фінансові ресурси підприємства, ефективність господарської діяльності, оцінка ризику в підприємництві;
4. Формування основних і оборотних фондів, використання капіталу, отримання і розподіл доходів (прибутку) підприємства;
5. Економіка праці на підприємстві, підбір кадрів та прийом їх на роботу, організація праці, система оплати праці, питання стимулювання підвищення продуктивності праці;
6. Питання матеріально-технічного забезпечення виробництва: постачання сировини, матеріалів, формування запасів і раціональне їх використання;
7. Питання технічної підготовки виробництва і створення необхідної виробничої інфраструктури;
8. Формування витрат виробництва, калькуляція собівартості продукції, формування цінової політики підприємства;
9. Інноваційна діяльність підприємства, якість продукції, інвестиційна політика підприємства, питання екології;
10. Організація процесу управління підприємством у цілому[4].
11. Зовнішньоекономічна діяльність підприємства;

## Фактори в рамках економіки підприємства
Економіка виробництва зосереджується на факторах, що входять до бізнес-операцій, і як вони пов'язані з економікою в цілому. Це стосується економічних принципів, стратегій, стандартів ділової практики, придбання необхідного капіталу, отримання прибутку, ефективності виробництва та загальної стратегії управління. А також включає в себе вивчення зовнішньоекономічних факторів та їх вплив на бізнес-рішення, такі як зміна галузевого регулювання або різка зміна цін на сировину.

## Методи дослідження
Економіка підприємства, як і будь-яка інша наука, має особливі методи дослідження і викладу. Будучи прикладною дисципліною, економіка підприємства широко використовує методи дослідження, характерні для прикладних економічних наук.
Велике значення в економічних дослідженнях мають методи статистичного спостереження та порівняльного аналізу. Вони дають можливість накопичувати і зіставляти приватні й узагальнювальні економічні показники, аналізувати динаміку підприємства, порівнювати результати його діяльності з показниками інших господарюючих суб'єктів з метою виявлення найкращих результатів.
Широко використовуються в теоретичному і прикладному аналізі економіки підприємства математичні моделі, методи графічного зображення, що сприяють кращому сприйняттю співвідношень між різними економічними показниками, оцінці їх «поведінки» під впливом економічних ситуацій. При використанні методів економіко-математичного моделювання в економіці підприємства зазвичай виходять з припущення, що підприємство завжди прагне до максимізації прибутку.
Успішне здійснення підприємницької діяльності в сучасних умовах можливо лише за умови вмілого поєднання трьох основних моментів:
1. знання загальноекономічної теорії;
2. наявності конкретних економічних навичок і знань;
3. вміння використовувати різні кількісні методи для підприємницьких розрахунків, аналітичних обчислень, прогнозів.

### Предмет і об'єкт дослідження
Предметом економіки підприємства є діяльність підприємства, процес розробки і прийняття господарських рішень.
Об'єктом економіки підприємства є виробнича діяльність підприємства, механізми формування і використання основних факторів виробництва і економічних ресурсів підприємства.